# Sběratelství odznaků
Sběratelství odznaků je koníček, hobby lidí i součást metodické práce muzeí už po několik desítek let. Spočívá v systematickém shromažďování a úpravě sbírek odznaků.  

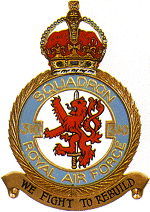
Odznak 310. perutě

## Sběratelské kluby
Obecně se sběratelé často (ne vždy) sdružují do různých zájmových uskupení, kroužků, klubů. Jsou buďto regionální, čili v klubu jsou soustředěni sběratelé mnoha oborů jednoho města, nebo specializované pro sběratele např. určitého druhu odznaků, pak může jít o klub celostátní (např. Klub sběratelů kuriozit z Prahy, či mezinárodní. 

## Muzea
Mnohá muzea (např. Vojenské, Národní, či regionální) mají jako součást svých stálých či příležitostných expozic vystaveny i odznaky týkající se období či předmětu výstavy.

## Druhy odznaků
Ve sbírkách jsou tříděny podle zájmů a individuálních hledisek konkrétního sběratele, takže stejný odznak může mít jeden zařazen mezi odznaky spolků, druhý jej vkládá do sbírky Sportovní odznaky.
S ohledem na množství vyrobených odznaků je těchto sběratelských kategorií několik stovek.
Například sbírka označení Armádní může být dělena do těchto skupin: Hradní a čestná stráž, Jehlicové, Příležitostní, Lvíčci a vlaječky, Nárameníky, Nášivky, Odboj a hvězdy, Okupace, Opravny a ostatní, Pamětní odznaky, Para ostatní, Pečetidla a známky, Pilotní a třídností, Plecháče, Pohraniční stráž, Politické, Požární ochrana,  Rozlišení a identifikace, Různé insignie, Spolky, Sportovní, Svazarm a CO, Školy, Třídnosti a stupně, Vyznamenání a miniatury, Vzorní a zasloužilí.
Někteří sběratelé považují sbírku odznaků jako hlavní obor, pro jiné je doplňkem široce pojatého záměru. Např. zájemci o oblast železnice sbírají železniční literaturu, modely, fotografie lokomotiv a vagonů, jízdenky a součást celé sbírky jsou i železniční odznaky. 
Odznaky jsou vyráběny z různých materiálů, z kovu, umělých hmot, dřeva. Jsou vydávány k výročím, pro různá použití, pro označení členů určité profese, zájmové organizace.

## Sběratelská cena
Jako každý sběratelský obor, i zde se odvíjí podle nabídky a poptávky. Nákupy a prodeje se provádí přes internet, inzerci, na sběratelských burzách  a setkáních, bleších trzích. 